# Bat Out of Hell II: Back Into Hell
Albums de Meat Loaf
Blind Before I Stop
(1986) Welcome to the Neighbourhood
(1995)
Bat Out of Hell II: Back Into Hell est le septième album studio de Meat Loaf paru en 1993. Bat Out of Hell II: Back Into Hell est le second volet de la trilogie Bat Out of Hell.
L'album atteignit la première position dans plus de 10 pays dont les États-Unis, le Royaume-Uni, la Suisse, l'Autriche, les Pays-Bas, la Suède, l'Australie, en Nouvelle-Zélande et en Allemagne.

## Liste des titres
Toutes les chansons sont écrites et composées par Jim Steinman.
| No  | Titre                                                                     | Durée |
| --- | ------------------------------------------------------------------------- | ----- |
| 1.  | I'd Do Anything for Love (But I Won't Do That) (duo avec Lorraine Crosby) | 12:00 |
| 2.  | Life Is a Lemon and I Want My Money Back]                                 | 8:00  |
| 3.  | Rock and Roll Dreams Come Through                                         | 5:50  |
| 4.  | It Just Won't Quit                                                        | 7:21  |
| 5.  | Out of the Frying Pan (And into the Fire)                                 | 7:24  |
| 6.  | Objects in the Rear View Mirror May Appear Closer than They Are           | 10:15 |
| 7.  | Wasted Youth (Monologue par Steinman)                                     | 2:41  |
| 8.  | Everything Louder than Everything Else                                    | 7:59  |
| 9.  | Good Girls Go to Heaven (Bad Girls Go Everywhere)                         | 6:53  |
| 10. | Back Into Hell (Instrumental)                                             | 2:46  |
| 11. | Lost Boys and Golden Girls                                                | 4:29  |

Les notes de l'album Bat Out of Hell II: Back Into Hell présentent une suggestion pour soutenir la Tibet House, « une organisation dévouée à la culture unique du peuple tibétain qui a le potentiel de réaliser une contribution de valeur pour le monde ».

## Classements
| Pays             | Charts               | Meilleure position | Nombre de semaines | Première entrée   | Réf    |
| ---------------- | -------------------- | ------------------ | ------------------ | ----------------- | ------ |
| Allemagne        | Media Control Charts | 1                  | 31                 | 4 octobre 1993    | [ 11 ] |
| Australie        | ARIA Charts          | 1                  | 27                 | 26 septembre 1993 | [ 9 ]  |
| Autriche         | Ö3 Austria Top 40    | 1                  | 30                 | 3 octobre 1993    | [ 6 ]  |
| États-Unis       | Billboard 200        | 1                  | 55                 | 30 octobre 1993   | [ 3 ]  |
| Japon            | Oricon               | 89                 | 1                  | 27 octobre 1993   | [ 12 ] |
| Norvège          | VG-lista             | 2                  | 28                 | 37e semaine 1993  | [ 13 ] |
| Nouvelle-Zélande | RIANZ                | 1                  | 31                 | 3 octobre 1993    | [ 10 ] |
| Pays-Bas         | Dutch Top 40         | 1                  | 38                 | 18 septembre 1993 | [ 7 ]  |
| Royaume-Uni      | UK Albums Chart      | 1                  | 59                 | 18 septembre 1993 | [ 4 ]  |
| Suède            | Sverigetopplistan    | 1                  | 30                 | 15 septembre 1993 | [ 8 ]  |
| Suisse           | Swiss Music Charts   | 1                  | 36                 | 3 octobre 1993    | [ 5 ]  |

## Musiciens
- Meat Loaf – chants, chœurs (pistes 2, 4)
- Pat Thrall – guitare (pistes 4, 5)
- Tim Pierce – guitare (pistes 1 à 5)
- Eddie Martinez – guitare (pistes 1, 2, 6, 8, 9)
- Steve Buslowe – basse
- Roy Bittan – piano, claviers
- Bill Payne – piano (pistes 6, 8, 11)
- Jeff Bova – synthétiseur, programmation
- Lenny Pickett – saxophone (pistes 3, 9)
- Justin Meagher – cornemuse, batterie (piste 8)
- Brian Meagher, Jr. – cornemuse, batterie (piste 8)
- Kenny Aronoff – batterie
- Jimmy Bralower – batterie (piste 9)
- Rick Marotta – batterie (pistes 6, 8)
- Jim Steinman – spoken word (piste 7), chœurs (piste 2)
- Lorraine Crosby – chants (piste 1)
- Ellen Foley – chants additionnels (piste 6)

### Choristes
- Todd Rundgren (piste 6)
- Kasim Sulton, Stuart Emerson (pistes 2, 6)
- Amy Goff, Elaine Goff (pistes 2, 9)
- Max Haskett (pistes 6, 8)
- Curtis King (piste 9)
- Gunnar Nelson, Matthew Nelson, Robert Coron Brett Cullen, Cynthia Geary, Michele Little (piste 2)
- Eric Troyer (piste 1)

Autres
- Écrit et produit par Jim Steinman
- Arrangements par Meat Loaf, Jim Steinman et Todd Rundgren.
- Enregistré par Steven Rinkoff
- Mixé par David Thoener
- Toutes les chansons sont publiées par Lost Boy Music
- Couverture et autres illustrations par Michael Whelan
- Imprimé en Hollande